# 난파 (희곡)
난파(難破)는 극작가 김우진의 희곡이다. 봉건적인 질서에서 벗어나 예술가로서 정체성을 찾아가려는 시인의 자의식을 그린 작품이다. 인습에서 해방되고자 하는 자유의지와 창작에 대한 열망이 생명력 추구로 나타나고 있다. 표지에 ‘Ein Expressionistische Spiel in drei Acten(3막의 표현주의 작품)’이라는 부제가 붙어 있는, 한국 표현주의 문학의 선구가 되는 작품으로 김우진이 1926년 5월에 탈고한 그의 유고다. 작가는 이 작품에서 상징적인 결말과 표현주의 기법을 통해 억압적인 질서에 대한 저항과 자유의지에 대한 열망을 강하게 표출했다.